# Vesak

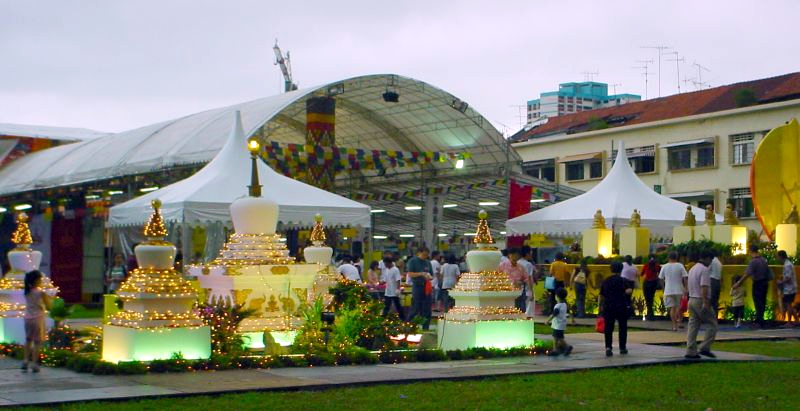
Oslavy svátku vesak v Singapuru

Vesak či Buddha džajanti je jeden z nejvýznamnějších buddhistických svátků. Je oslavou narození Buddha Gautamy, jeho dosáhnutí nirvány i vstupu do parinirvány. Slaví se především v zemích, kde je buddhismus převažujícím náboženstvím či zaujímá významné postavení – jedná se např. o Bangladéš, Bhútán, Vietnam, Thajsko, Kambodžu, Laos, Malajsii, Tchaj-wan, Filipíny, Indonésii, Singapur, Srí Lanku, Tibet, Nepál, Barma i Indii. Přesná doba konání vesaku je různá a může záviset na jednotlivých buddhistických tradicích, většinou však počíná prvním dnem květnového úplňku.
V České republice tento svátek slaví především příslušníci vietnamské, případně thajské komunity, a to v rodinách i v etnických buddhistických svatyních v Praze, Brně a Varnsdorfu. V roce 2017 slavnost připadala na 4. květen.

Název v jazyce zemí, kde svátek slaví:
- Nepál: Buddha dřajanti
- Indie: Buddha Purnima, Buddho Purnima (বুদ্ধ পূর্ণিমা) nebo Buddho Joyonti (বুদ্ধ জয়ন্তী)
- Srí Lanka: Vesak (වෙසක්) Svátek úplňku Poya
- Tibet: Saga Dawa (ས་ག་ཟླ་བ།)
- Indonésie: Hari Waisak
- Japonsko: Hana Matsuri (花祭)
- Korea: Seokka Tanshin-il (석가 탄신일, 釋迦誕身日)
- Čína: Fó Dàn (佛诞), Yù Fó Jié (浴佛节), Wèi Sāi Jié (卫塞节)
- Thajsko: Wisakha Bucha (วิสาขบูชา)
- Vietnam: Phật Đản

Vesak v posledních letech:
| Rok  | Thajsko    | Barma      | Srí Lanka  | Nepál a Indie | Tibet      |
| 2001 | 7. května  | 6. května  | 7. května  |               |            |
| 2002 | 26. května | 26. května | 26. května |               |            |
| 2003 | 15. května | 15. května | 15. května | 15. května    |            |
| 2004 | 2. června  | 3. června  | 4. června  | 3. června     |            |
| 2005 | 22. května | 22. května | 23. května | 23. května    |            |
| 2006 | 12. května | 11. května | 12. května | 13. května    |            |
| 2007 | 31. května | 30. dubna  | 1. května  | 2. května     |            |
| 2008 | 19. května | 19. května | 19. května | 20. května    |            |
| 2009 | 8. května  | 8. května  | 8. května  | 8. května     | 7. června  |
| 2010 | 28. května | 27. dubna  | 27. května | 27. května    | 27. května |
| 2011 | 17. května | 17. května | 17. května | 27. května    | 15. června |
| 2012 | 4. června  | 5. května  | 5. května  | 6. května     | 4. června  |
| 2013 | 24. května | 24. května | 24. května | 25. května    | 25. května |